# Vörös tűzhal
A vörös tűzhal (Pterois volitans) a sugarasúszójú halak (Actinopterygii) osztályának skorpióhal-alakúak (Scorpaeniformes) rendjébe, ezen belül a skorpióhalfélék (Scorpaenidae) családjába tartozó faj.

## Előfordulása

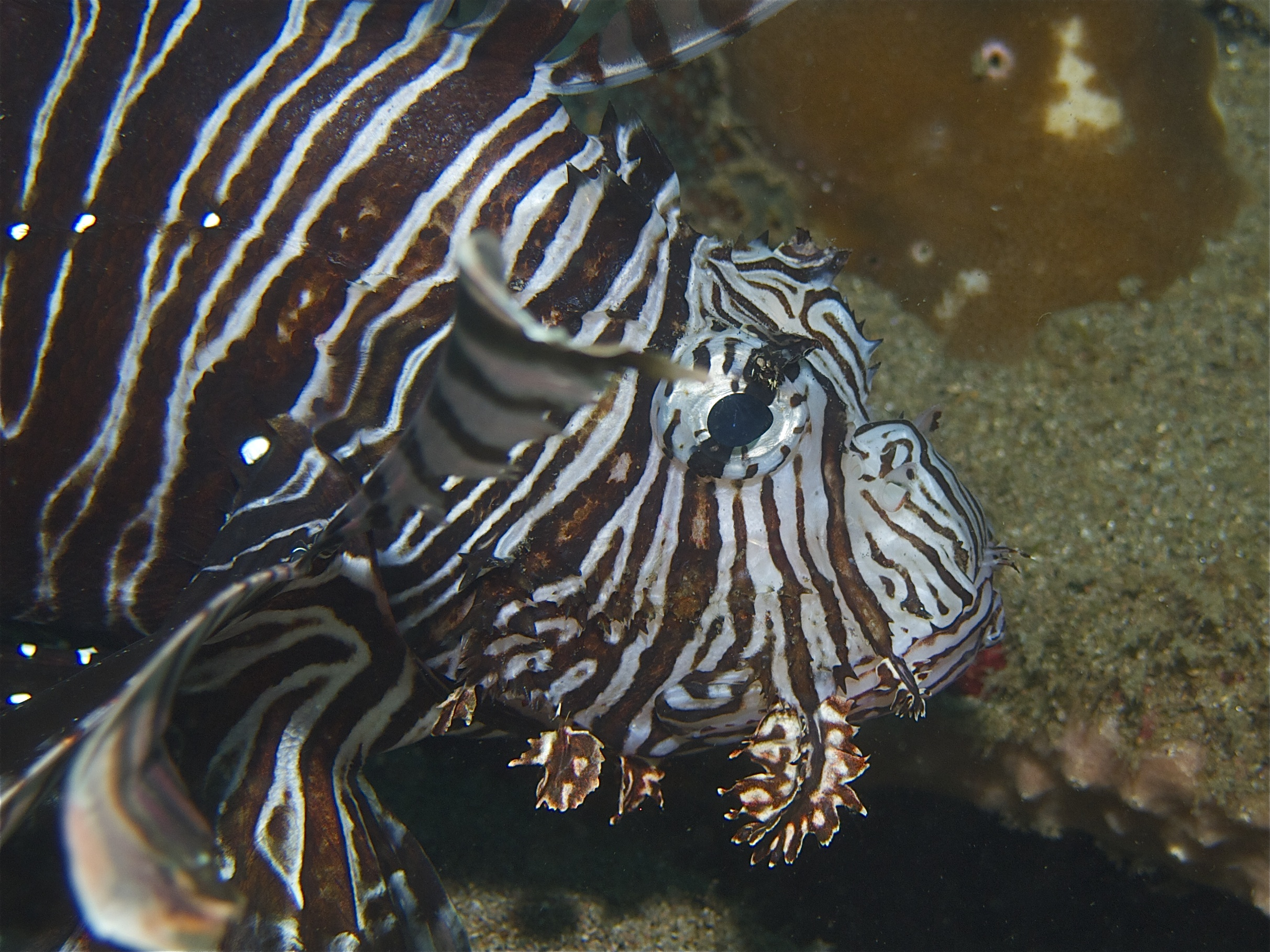
Portré

A vörös tűzhal előfordulási területe a Csendes-óceán és az Indiai-óceán keleti része, főleg Nyugat-Ausztrália korallzátonyai. Japán déli részétől és Új-Zéland északi részétől, keletre a Marquises-szigetekig és a Pitcairn-szigetekig sokfelé megtalálható. A Vörös-tengertől egészen Szumátráig a hasonló közönséges tűzhal (Pterois miles) helyettesíti.

## Megjelenése
Ez a hal legfeljebb 38 centiméter hosszú, de már 16 centiméteresen felnőttnek számít. Hátúszóján 13 mérgező tüske látható. Pikkelyei kerek sima szélűek (cycloid). A különböző élőhelyeken élő példányok, különböző színűek lehetnek. Minél közelebb élnek a parthoz, annál sötétebbek. A torkolatokban élők majdnem teljesen feketék. A szemei fölött gyakran nagy nyúlványok ülnek.

## Életmódja

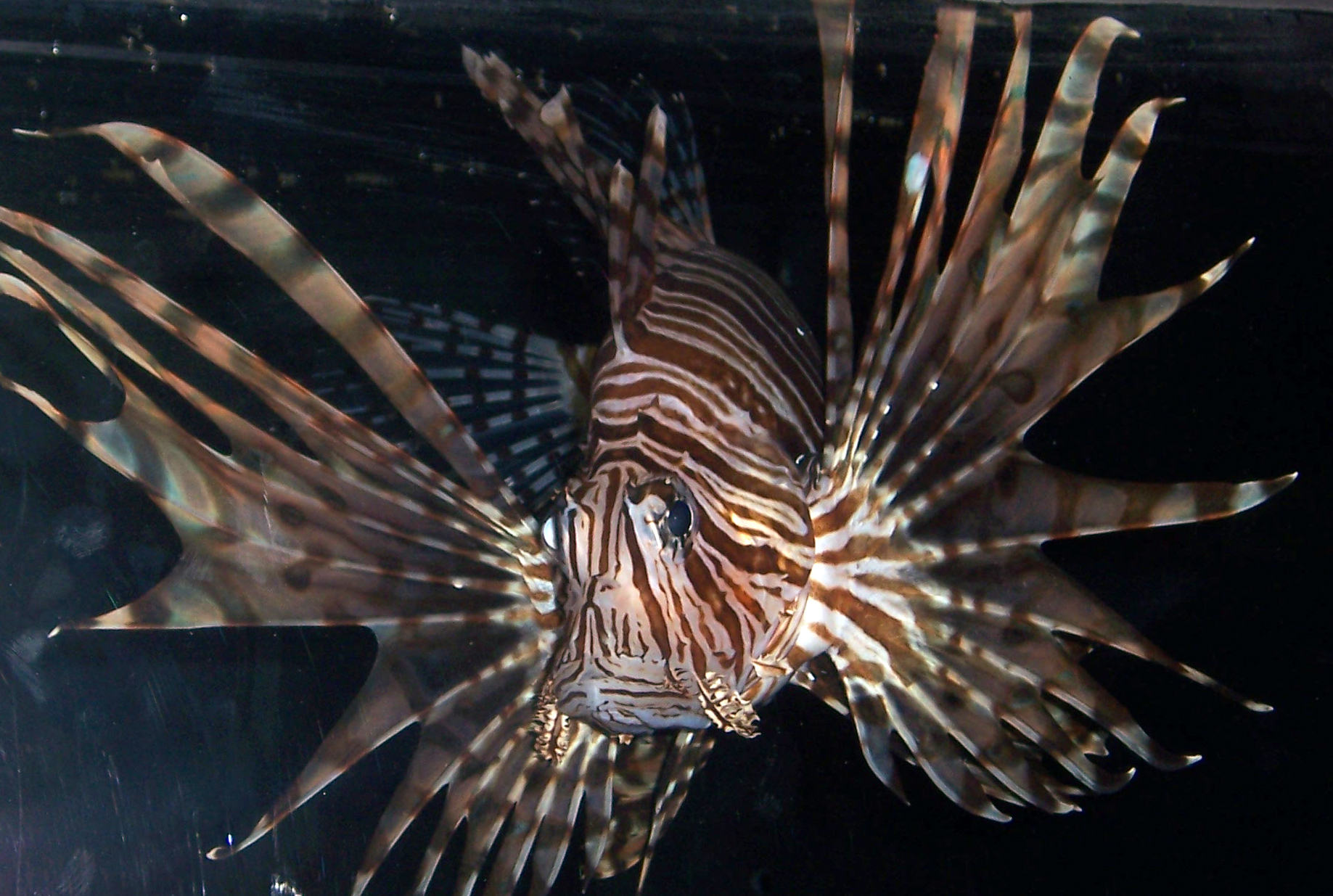
A hatalmas úszóival sarokba szorítja áldozatát

Trópusi, tengeri hal, amely a 2-55 méteres mélységekben levő korallzátonyokon él. A 22-28 Celsius-fokos hőmérsékletet kedveli. A lagúnák és partközeli korallszirtek lakója. A felnőtt állat magányos; nappal egy rés közelében, fejjel lefelé, mozdulatlanul pihen. Az ivadék, szülőhelyétől gyakran messze elvándorol; emiatt óriási e halfaj elterjedési területe. Tápláléka kisebb halak és rákok. Vadászatkor a hatalmas mellúszóinak segítségével sarokba szorítja zsákmányát, aztán hirtelen mozdulattal beszippantja azt.
Legfeljebb 10 évig él.

## Felhasználása
A vörös tűzhalnak van ipari mértékű halászata. Főleg az akváriumok számára halásszák, azonban ízletes húsa miatt széles körben fogyasztják is. Halászatkor és feldolgozáskor azonban vigyázni kell, mivel mérgező tüskéi nagy fájdalmakat okozhatnak.

## Képek

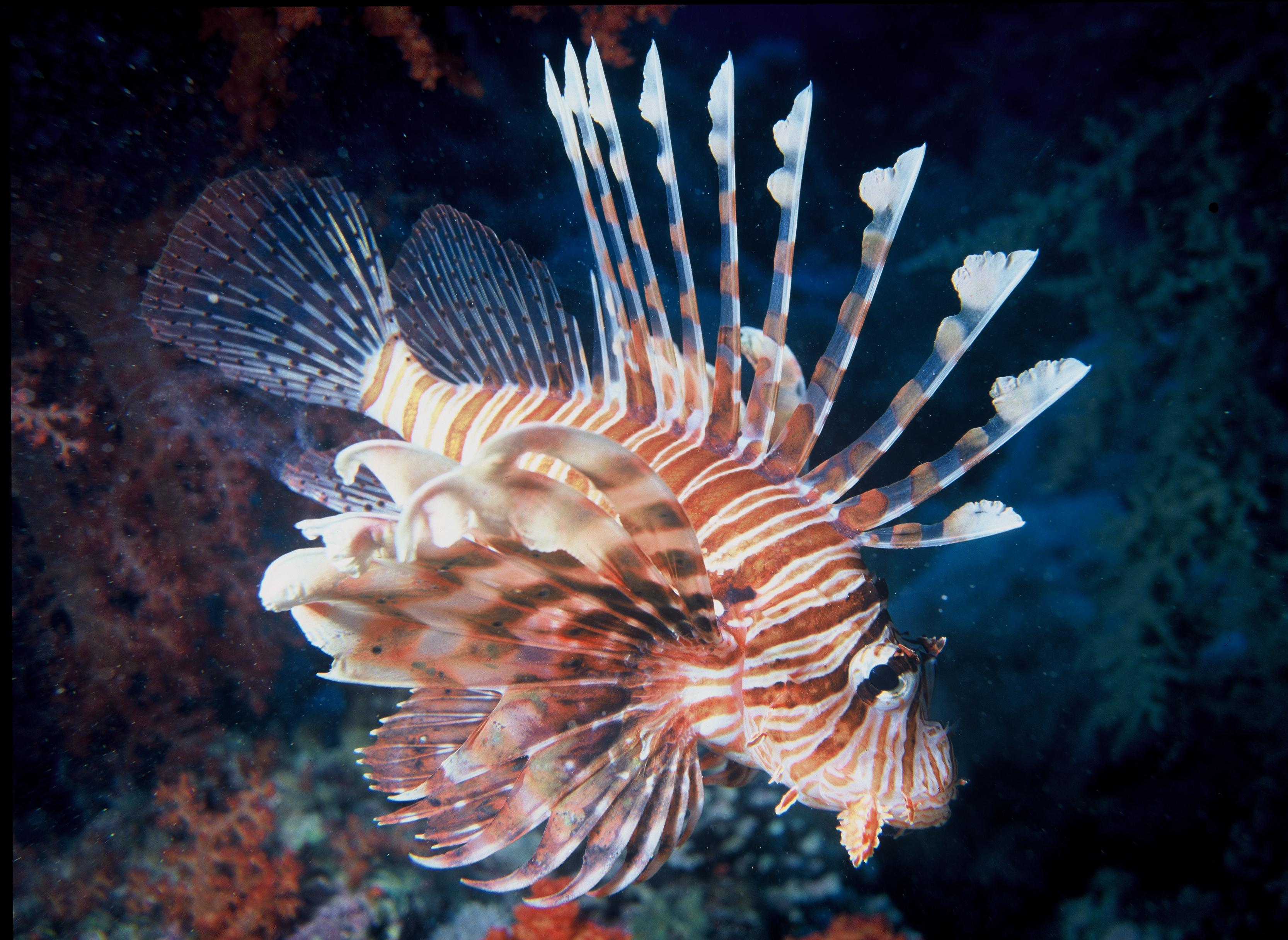
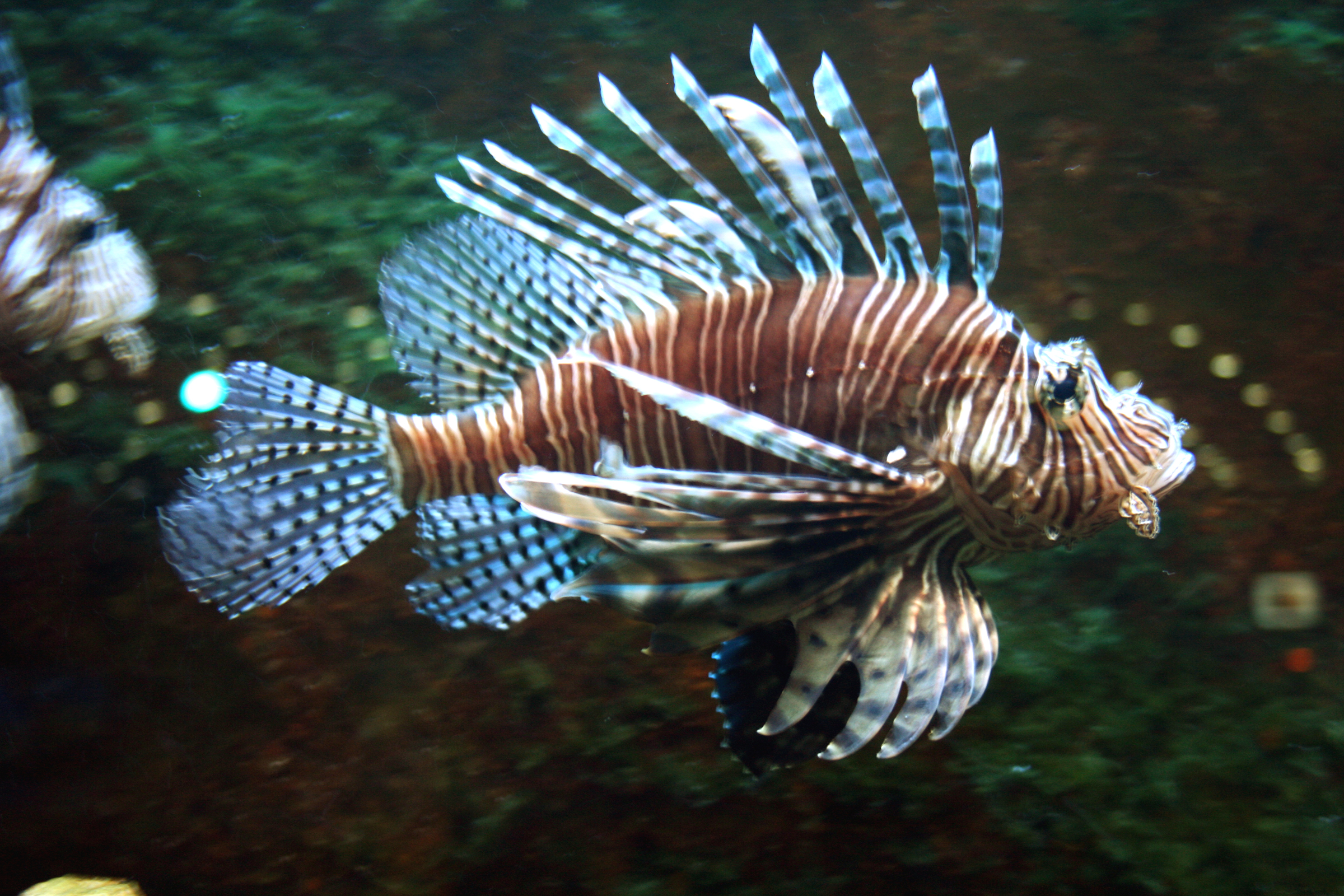
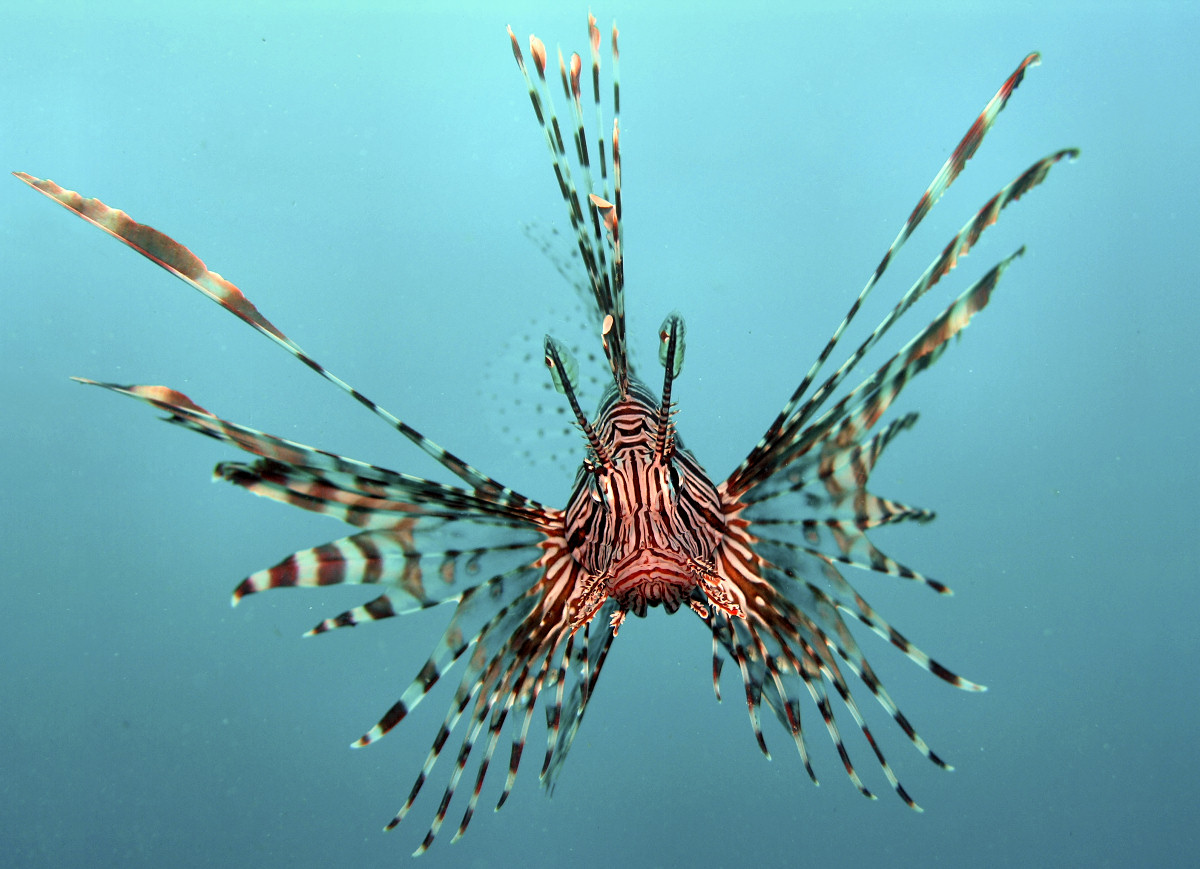
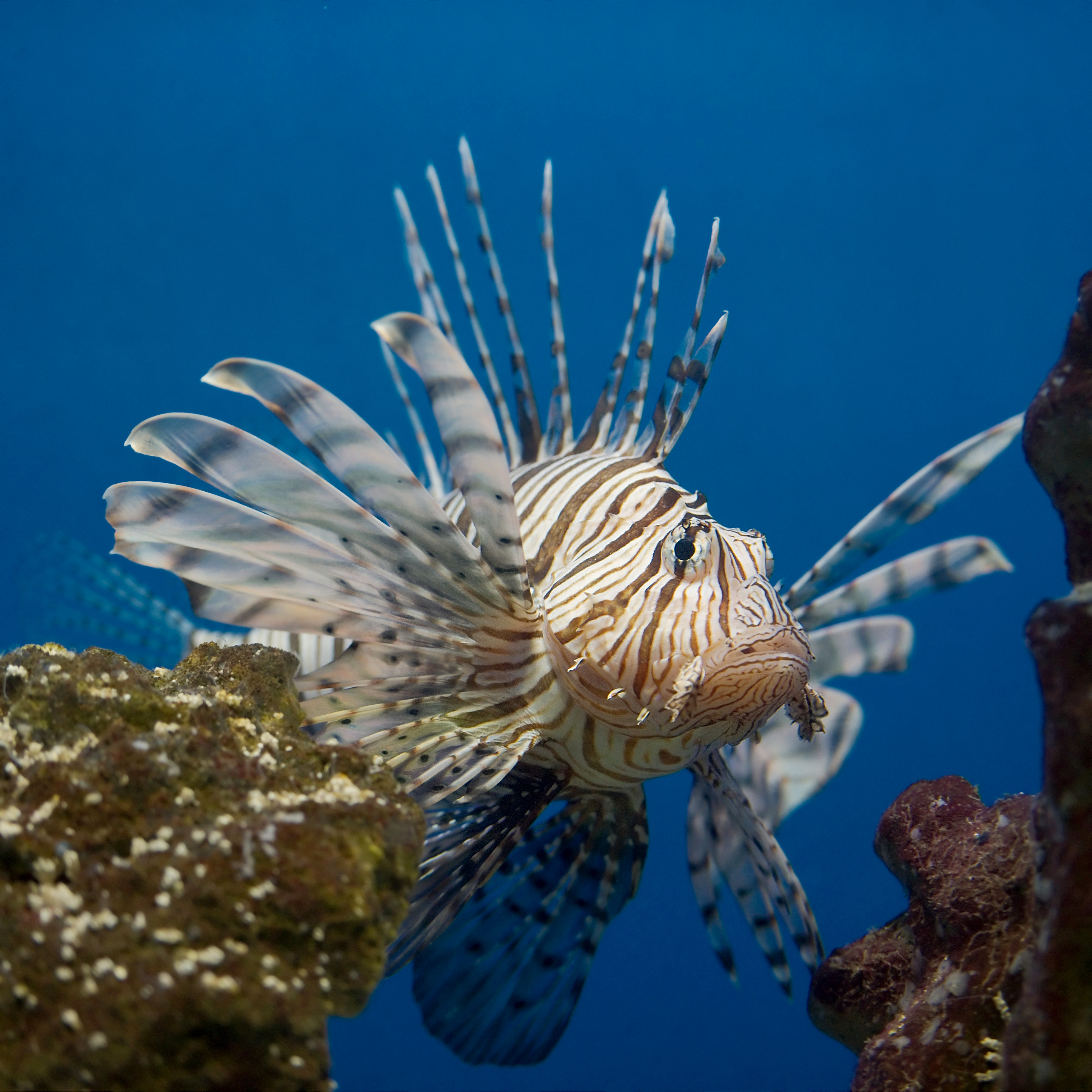
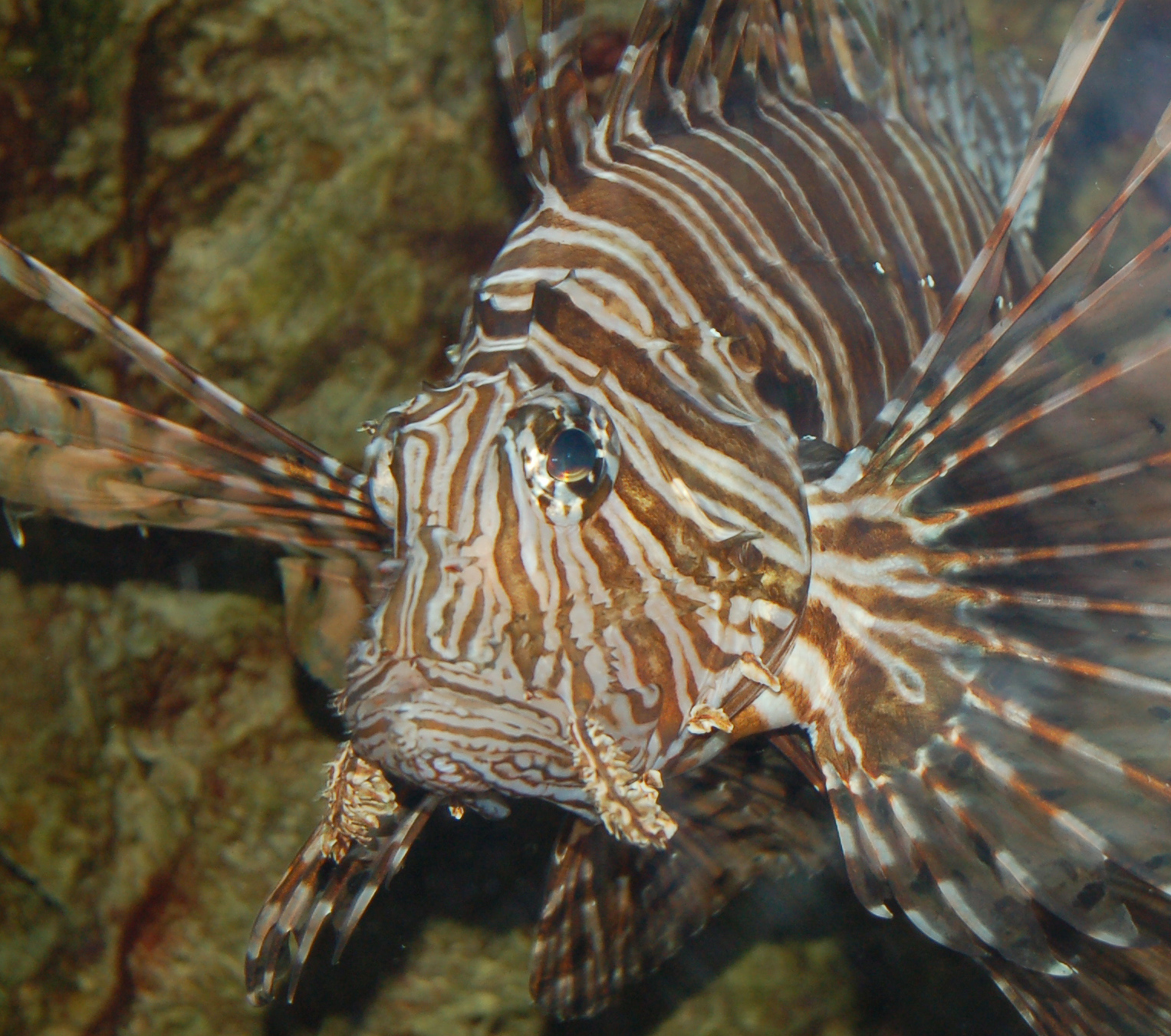